# Dumbrava (gmina w okręgu Prahova)
Dumbrava – gmina w Rumunii, w okręgu Prahova. Obejmuje miejscowości Ciupelnița, Cornu de Sus, Dumbrava, Trestienii de Jos, Trestienii de Sus i Zănoaga. W 2011 roku liczyła 4505 mieszkańców.